# Chimarra hienghene
Chimarra hienghene là một loài Trichoptera trong họ Philopotamidae. Chúng phân bố ở miền Australasia.